# Nergal

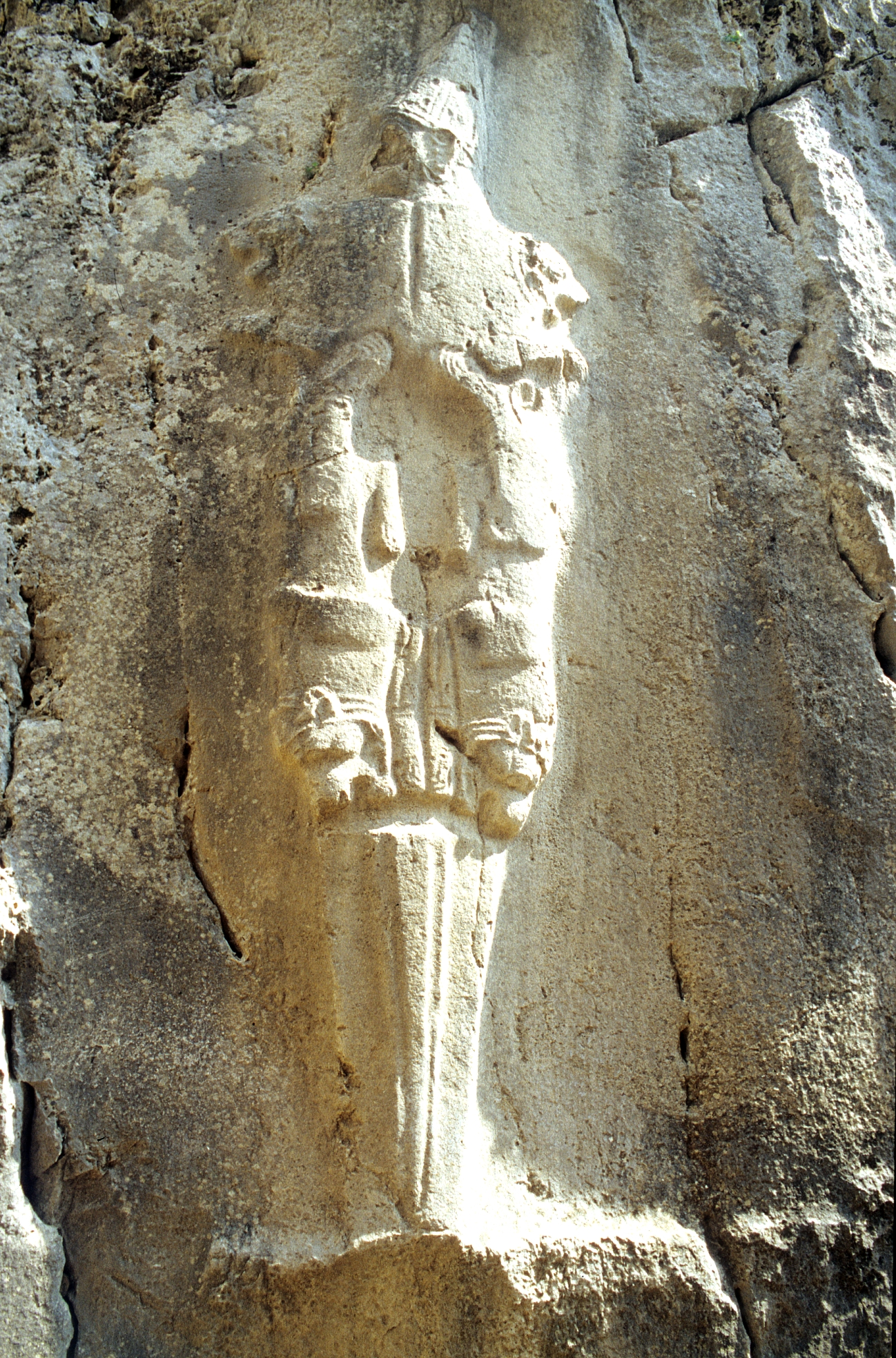
Darstellung Nergals im hethitischen Felsheiligtum Yazılıkaya.

Nergal (sumerisch EN-ERI-GAL, Nerigal, akkadisch dIGI, Nergal) ist eine Gottheit der sumerisch-akkadischen, babylonischen und assyrischen Religion und Vorbild und Bestandteil anderer Gottheiten anderer altorientalischer Völker. Nergal ist der Gott der Unterwelt Kurnugia. Nergal verkörpert die vernichtende Sonnenhitze, so dass ihm Brände und Krankheiten und Seuchen von Mensch und Vieh zugeschrieben wurden. Außerdem stand er für den Kampf gegen feindliches Fremdland. Bei den Hethitern und Hurritern kann er auch als Ugur verehrt werden, der ansonsten als Diener von Nergal gilt.

## Familie
Nergal ist der Sohn von Enlil und der Ninlil, Bruder des Ninurta und Gatte der Ereškigal, in Nippur manchmal auch der Mamitu.
Zu seinem Haushalt in Irkalla gehört unter anderem dgir16-kalam-ma. Sein Wesir (sukkal) ist Namtaru.

## Kult
Nergals Hauptkultort war die Stadt Kutha nordöstlich von Babylon, in der er, wie auch Erra, verehrt wurde, dort stand sein Tempel Emeslam. Nergal hatte auch Tempel in Larsa, Isin und Aššur sowie in Udannu.
Nergal war der Schutzherr des Nordtores von Aššur.
Eine besondere Erscheinungsform Nergals sind die Zwillingsbrüder Meslamta'ea und Lugalgirra. Hier ist er ein in Kutha verehrter sumerischer Kriegs- und Unterweltsgott. Der Name Meslamta’ea entstand aus der Verbindung zum Heiligtum und bedeutet: der aus dem Meslam-Heiligtum Hervortretende.

## Beschreibung und Ikonographie
Nergal in seiner Eigenschaft als Kriegsgott wird als „großer Drache“ bezeichnet. Nergal füllt die Kanäle mit Blut, wie mit Regen, er ist mit Eingeweiden bedeckt und trinkt das Blut lebender Wesen, seine Waffen öffnen den Mund für Blut.
Der Planet Mars (MULa-nu5) wurde von den Babyloniern mit Nergal verbunden. Er galt als ungünstiges Vorzeichen und wird oft mit feindlichen Ländern (Elam, Amurru, Subartu) verbunden.

## Der Mythos von Nergal und Ereškigal
Der Mythos von Nergal und Ereškigal ist von den Tontafeln einer mittelbabylonischen Version bekannt, die um die Mitte des zweiten vorchristlichen Jahrtausends vermutlich in Syrien verfasst wurde und in Amarna gefunden wurde, wo sie vielleicht als Schultext zum Erlernen der Keilschrift diente. Aus Sultantepe liegt eine ausführlichere, aber unvollständige spätassyrische Version aus der Zeit um 700 v. Chr. vor.
Anu plant ein Festmahl im Himmel und sendet seinen Boten Kakka, um Ereškigal, die Göttin der Unterwelt einzuladen, die nicht selbst kommen kann, aber ihren Boten Namtaru schickt. Nergal beleidigt Namtaru, indem er nicht vor ihm niederkniet, und wird darauf von Anu zu Ereškigal nach Irkalla gesandt, mit der Warnung, die dortige Gastfreundschaft nicht anzunehmen. Nergal vergisst jedoch schließlich die Warnung und schläft sieben Tage und sieben Nächte mit Ereškigal, bevor er in den Himmel zurückkehrt. Daraufhin verlangt Ereškigal, dass er sie heiratet. Die Götter verwandeln Nergal zunächst, so dass Namtaru ihn nicht erkennt. Schließlich muss er aber doch in die Unterwelt und jedem der Sieben Türwächter einen Teil seiner Kleidung und Ausrüstung übergeben. Normalerweise scheinen die Besucher so ihre Macht eingebüßt zu haben (vergl. Inannas Gang in die Unterwelt), Nergal hat sich jedoch auf den Rat Namtarus entsprechend ausgerüstet. Er erscheint vor Ereškigal und reißt sie an den Zöpfen von ihrem Thron, worauf er mit ihr schläft. Daraufhin erlaubt Anu Nergal, in der Unterwelt zu bleiben.

## Geschichte
In persischer Zeit ist die Verehrung des Nergal unter anderem aus Kilikien belegt. Eine Münze von 420 aus Tarsus trägt die aramäische Inschrift nrgl trz, Nergal von Tarsus. Sie zeigt den Gott mit einem Szepter in der einen und einem Bogen in der anderen Hand auf dem Rücken eines Löwen. Eine etwas spätere Münze zeigt Nergal in persischer Tracht mit einer Doppelaxt.
In hellenistischem Zusammenhang wurde Nergal sowohl mit Herakles als auch mit Hades gleichgesetzt. Der Kult des Nergal-Herakles ist aus Hatra und Palmyra belegt. In Hatra scheint Herakles-Nergal der Hund als Symboltier zugeordnet zu sein. Wie in früherer Zeit war er auch Beschützer der Stadttore.